# Гетто в Радуни (Вороновский район)
Гетто в Ра́дуни (ноябрь 1941 — 10 мая 1942) — еврейское гетто, место принудительного переселения евреев посёлка Радунь Вороновского района Гродненской области и близлежащих населённых пунктов в процессе преследования и уничтожения евреев во время оккупации территории Белоруссии войсками нацистской Германии в период Второй мировой войны.

## Оккупация Радуни и создание гетто
Перед войной в городском посёлке Радунь жили 2800 евреев. Посёлок находился под немецкой оккупацией более 3-х лет — с июня (1 июля) 1941 года до 13 июля 1944 года.
Для контроля над евреями нацисты организовали юденрат (еврейский совет), назначив Ноаха Долинского его главой.
В ноябре 1941 года немцы, поэтапно осуществляя гитлеровскую программу уничтожения евреев, согнали евреев Радуни и близлежащих деревень в гетто — всего 1834 человек. Гетто не было огрожено, но охранялось.

## Уничтожение гетто
В мае 1942 года 50 молодых мужчин из гетто увели копать расстрельные ямы рядом со старым еврейским кладбищем.
Вскоре после этого всех ещё живых евреев Радуни согнали на площадь в центре местечка и держали там под охраной без еды и воды. Пытавшихся выйти за водой или пропитанием тут же убивали — свидетели, опрошенные комиссией ЧГК, сообщили о более 70-ти таких случаях. Через 2-3 дня со стороны Василишек приехали полиция и жандармы. Избивая по дороге и расстреливая упавших, узников пригнали к еврейскому кладбищу в 100 метрах западнее Радуни. Обреченных людей заставили выкопать ров (длиной 70, шириной 4 и глубиной 3 метра), раздеться до нижнего белья, — и всех расстреляли. Детей подбрасывали и расстреливали в воздухе как мишени, многих людей закопали живыми.
11 (10) мая 1942 года нацисты и местные полицаи во время полной ликвидации гетто убили 1137 (2130) человек — почти всё еврейское население Радуни и близлежащих деревень, среди которых были 314 женщин и 298 детей.
В это время начальником жандармерии в Радуни был немец Лизак, начальником полиции — Иосиф Волошкевич.
Имущество и вещи убитых евреев было свезено в одно место, частью разобрано немцами и полицаями, а частью — распродано.

## Сопротивление
Во время этой «акции» (таким эвфемизмом гитлеровцы называли организованные ими массовые убийства) 180 (37) евреев оказали сопротивление. Безоружные, они неожиданно набросились на вооружённых немцев, которые смогли застрелить 20 еврейских парней, но остальные вырвались на свободу и ушли в лес к партизанам. Доктор исторических наук Ицхак Арад, директор израильского Музея Катастрофы и героизма «Яд ва-Шем» в 1972—1993 годах, в 15 лет бежавший из литовского гетто, в 16 — ставший партизаном в белорусских лесах, а после войны — генералом Армии обороны Израиля, писал: «Люди должны знать. Мы не шли на смерть покорно и безропотно. Мы оборонялись как могли. Часто голыми руками и почти всегда без чей-либо помощи».
Кузнец Меерке Столяр, 29 лет, во время расстрела, не дожидаясь выстрелов, успел ударить немецкого охранника лопатой по голове и бросился бежать. Немца, который пытался его догнать, Меерке убил в рукопашной схватке. Затем он ушел к партизанам, а впоследствии стал командиром отряда.
Ицхак Роговский перед побегом из гетто в Радуни доверил ценные вещи и драгоценности своим друзьям Шемянским из деревни Ковалки. Его сыну Мейшке через какое-то время понадобилось забрать часть одежды, но Шемянские заманили его и ещё несколько родственников Ицхака в засаду. Мейшке погиб, другие убежали в лес. В начале 1943 года часть спасшихся радуньских евреев смогли стать бойцами партизанского отряда Станкевича. В их числе были и братья Роговские, которые отомстили Шемянским за предательство и коллаборационизм — расстреляли их и сожгли их дом. После войны Адам Роговский написал книгу воспоминаний.

## Память
В 1961 году на могиле жертв геноцида евреев в Радуни был установлен памятник — скульптура воина с автоматом. Позднее был установлен другой памятник радуньским евреям — жертвам Катастрофы
1 мая 2011 года в израильском мемориальном комплексе «Яд ва-Шем» на официальной государственной церемонии в «День памяти жертв Катастрофы европейского еврейства» одну из шести траурных свечей, символизирующих память о 6 000 000 убитых нацистами евреев, зажёг 82-летний Авраам Авиэль (Липконский), бывший узник гетто в Радуни. Авраам Авиэль был единственным выжившим из своей семьи, мстил нацистам в рядах партизан в Беларуси, после войны смог добраться до Земли Израиля, написал книгу о судьбе евреев Беларуси и был свидетелем на процессе Эйхмана в Иерусалиме. О жизни Авраама Авиэля снят документальный фильм.
Опубликованы неполные списки убитых евреев Радуни.